# Pandan Sari (Manyak Payed)
Pandan Sari is een bestuurslaag in het regentschap Aceh Tamiang van de provincie Atjeh, Indonesië. Pandan Sari telt 689 inwoners (volkstelling 2010).